# Talisay (Camarines Norte)
Talisay eine philippinische Stadtgemeinde in der Provinz Camarines Norte. Sie hat 25.841 Einwohner (Zensus 1. August 2015).
Der Ort wurde nach dem Talisay-Baum benannt, der in diesem Gebiet in großer Zahl vorkam. 
Rodolfo V. Gache ist Bürgermeister in der dritten Amtsperiode.

## Baranggays
Talisay ist administrativ in 15 Baranggays unterteilt:
- Binanuaan
- Caawigan
- Cahabaan
- Calintaan
- Del Carmen
- Gabon
- Itomang
- Poblacion
- San Francisco
- San Isidro
- San Jose
- San Nicolas
- Santa Cruz
- Santa Elena
- Santo Niño